# Atomic Soul
Atomic Soul è l'album in studio di debutto da solista del cantante statunitense Russell Allen, noto come membro dei Symphony X. Il disco è uscito nel 2005.

## Tracce
1. Blackout – 4:25
2. Unjustified – 3:43
3. Voodoo Hand – 3:54
4. Angel – 5:14
5. The Distance – 4:49
6. Seasons of Insanity – 4:20
7. Gaia – 4:33
8. Loosin' You – 4:01
9. Saucey Jack – 4:02
10. We Will Fly – 7:55
11. Atomic Soul – 3:08

## Formazione
- Russell Allen - voce, basso, chitarra, tastiere
- Brendan Anthony - chitarre
- Jason Freudberg - chitarre
- Iceberg - chitarre
- Michael Romeo - chitarre, slide guitar, basso
- Larry Salvatore - basso
- Michael Pinnella - piano
- Jens Johansson - tastiere
- Robert Nelson - batteria, percussioni